# Emfuleni Country Club
De Emfuleni Country Club is een countryclub in Vanderbijlpark, Zuid-Afrika. De club is opgericht in 1948 en heeft een 18-holes golfbaan met een par van 72.
Naast een golfbaan, biedt de club ook een tennisbaan en verscheidene watersporten aan omdat de golfbaan net naast de Vaalrivier ligt.

## De baan
De golfbaan werd ontworpen door de golfbaanarchitect Michael Barkett. De fairways en de tees werden beplant met kikuyugras, een tropische grassoort, en de greens met struisgras.
Er zijn geen waterhindernissen aanwezig op de golfbaan en een deel van de golfbaan is omgeven door huizen.

## Golftoernooien
- Emfuleni Classic: 2000